# Польське астронавтичне товариство
Польське астронавтичне товариство — організація, заснована в 1954 році, яка об'єднує людей, що професійно займаються космонавтикою, а також любителів космонавтики. У 1958—1992 та 2000—2002 роках організація видавала журнал «Астронавтика», а з 1967 року щоквартальний журнал «Прогрес астронавтики» з перервою в 1990 році. Штаб-квартира товариства знаходиться у Варшаві.

## Історія
30 грудня 1954 року в Інституті фізики Варшавського університету зібралася група молодих фізиків, ентузіастів космонавтики. Зустріч була відповіддю на звернення, опубліковане в листопадовому номері журналу «Проблеми» (11/1954) Мечислава Суботовича: «настав час заснувати Польське астронавтичне товариство». Серед засновників були Ольгерд Волчек, Казімеж Заранкевич, Кшиштоф Борунь. 28 лютого 1955 року у Варшаві відбулися перші офіційні організаційні збори, на яких обговорено статут і принципи діяльності Товариства та обрано Організаційний Комітет у складі трьох осіб. Всього на зборах були присутні 18 осіб. Оргкомітет доклав зусиль для реєстрації асоціації та скликав щомісячні робочі зустрічі у Варшавській політехніці. Серед перших доповідей, представлених на зустрічах у 1955 році, були доповіді про життя у Всесвіті, космічну медицину та про передвісника польської астронавтики Казимира Семеновича. Зусилля щодо легалізації товариства з боку Польської академії наук були остаточно завершені лише на початку 1956 року. 8 лютого 1956 року відбулися перші загальні збори Польського астронавтичного товариства, а восени її було прийнято до Міжнародної астронавтичної федерації.

## Президенти
- Казімеж Заранкевич[pl] (1956—1958)
- Збігнєв Пончковський[pl] (1958—1960)[3]
- Міхал Лунц (1960—1967)
- Збігнєв Пончковський[pl] (1969—1974)
- Юліан Валавський[pl] (1967—1969)
- Станіслав Баранський[pl] (1974—1983)[4]
- Мирослав Гермашевський (1983—1989)
- Пйотр Волянський[pl] (1989—1995)
- Банашкевич Марек (1995—2001)
- Збігнєв Клос (з 2001)
- Мацей Мрочковський (з 2007)